# Брэгг, Джордж
Джордж Брэгг (англ. George W. Bragg; 24 января 1926, Меридиан, Миссисипи, США — 31 мая 2007, Форт-Уэрт, Техас, США) — американский хормейстер.

## Биография
С 8-летнего возраста пел в известном хоре мальчиков «Аполлон» в городе Бирмингем (штат Алабама). В 1945 году поступил в государственный колледж Северного Техаса (ныне Университет Северного Техаса) и в следующем году основал в городе Дентон Городской хор мальчиков. В 1956 году хор перебазировался в Форт-Уэрт и был переименован в Техасский хор мальчиков. Брэгг продолжал возглавлять его до 1975 года; за это время хор дал более 3000 концертов, записал 26 альбомов, принял участие в записи звуковой дорожки к трём кинофильмам. В 1966 и 1969 годах Техасский хор мальчиков и его дирижёр Джордж Брэгг были удостоены премии «Грэмми» за лучший альбом хоровой музыки.
После отставки в 1975 году Брэгг на протяжении многих лет проводил мастер-классы для хористов и хормейстеров на всей территории США, приняв участие в становлении более 40 американских детских хоров.